# Лозинський Володимир Володимирович
Володимир Володимирович Лозинський (нар. 30 січня 1966, м. Львів, Україна, СРСР) — радянський і український футболіст, захисник.